# 고메이사
고메이사(Gomeisa)는 작은개자리에 있는 2.9등성이다. 이 별은 밝은 별 프로키온에 가까이 붙어 있는 것으로 유명하다. 바이어 명명법에 의하면 작은개자리 베타로 부른다.

## 명칭
별의 이름 고메이사는 원래 아랍어 '미르잠 알-구마이사'(مرزم الغميصاء , 게슴츠레한 눈을 한 자의 허리띠)에서 온 말로 이를 줄여 '알-구마이사'('게슴츠레한 눈을 한 여인')로, 다시 이것이 현재 명칭으로 변화해 온 것이다.
중국 천문학에서 이 별은 남하(南河, 남쪽 강)를 구성하는 별들(고메이사, 프로키온, 작은개자리 엡실론) 중 하나이다. 고메이사의 단독 명칭은 남하이(南河二, 남하에서 두 번째 별)이다.

## 특징
시차 자료로부터 계산한 이 별과 지구 사이 거리는 약 162 광년이다. 겉보기 등급은 2.9로 맨눈으로 쉽게 볼 수 있다. 질량은 태양의 3.5배에 적도 기준으로 초당 210 킬로미터 속도로 빠르게 회전하고 있다. 이로부터 계산한 고메이사의 자전 주기는 약 1일이다.
고메이사는 뜨거운 B8 분광형의 주계열성으로 분광형으로부터 계산한 별 외곽대기의 유효온도는 12,050 켈빈이다. 이 온도에서 고메이사는 맨눈으로 볼 때 청백색 빛을 뿜는다. 분광형 뒤에 붙은 'e' 기호는 이 별의 스펙트럼에 방출선이 나타난다는 의미이다. 이는 항성 주위에 기체로 이루어진 두꺼운 별주위 원반이 둘려 있기 때문이고 비이형 별로 분류할 수 있다. 이 뜨거운 가스 원반은 대략 항성 반지름 세 배 거리까지 뻗어 있다.
이 별은 밝기가 거의 변하지 않으나 가스 원반 때문에 수소방출선의 변화가 나타난다. 캐나다 MOST 우주망원경의 관측 결과 항성 밝기 진폭에 약간의 변화가 감지되었다. 항성 스펙트럼상 여러 진동수 패턴이 관측되었는데 이들이 겹쳐지면서 하나의 규칙적이고 주기적인 밝기변화 모양을 만들고 있다. 구체적으로 대략 24시간을 1주기로 하여 3.257 ~ 3.282 등급에서 변화를 보이고 있다. 상기 현상으로부터 고메이사는 '천천히 맥동하는 비이형 별' 또는 SPBe로 분류할 수 있다.